# Operclipygus depressus
Operclipygus depressus är en skalbaggsart som först beskrevs av Hinton 1935.  Operclipygus depressus ingår i släktet Operclipygus och familjen stumpbaggar. Inga underarter finns listade i Catalogue of Life.